# 메타크릴산
메타크릴산(영어: methacrylic acid, MAA)은 화학식이 CH2=C(CH3)COOH인 유기 화합물이다. 이 무색의 점성 액체는 매콤하고 불쾌한 냄새가 나는 카복실산이다. 따뜻한 물에 용해되며 대부분의 유기 용매와 섞일 수 있다. 메타크릴산은 에스터, 특히 메틸 메타크릴레이트(MMA) 및 폴리(메틸 메타크릴레이트)(PMMA)의 전구체로서 산업적으로 대규모로 생산된다.

## 생성
일반적으로 메타크릴산은 아세톤 사이아노하이드린으로부터 제조되며, 황산을 사용하여 메타크릴아마이드 황산염으로 전환된다. 이 유도체는 차례로 메타크릴산으로 가수분해되거나 한 단계에서 메틸 메타크릴레이트로 에스터화된다. 메타크릴산을 생성하기 위한 또 다른 경로는 테르트-부탄올의 탈수를 통해 얻을 수 있는 아이소뷰틸렌으로부터 시작된다. 아이소뷰틸렌은 순차적으로 메타크롤레인과 메타크릴산으로 산화된다. 이 목적을 위해 메타크롤레인은 폼알데하이드와 에틸렌에서도 얻을 수 있다. 그러나 세 번째 경로는 아이소뷰티르산의 탈수소화를 포함한다.
아직 상용화되지는 않았다. 구체적으로, 이타콘산, 시트라콘산 및 메사콘산의 탈카복실화는 메타크릴산을 생성한다. 메타크릴산의 염은 시트라- 또는 메조-브롬피로타르타르산을 알칼리와 함께 끓여서 얻는다.
에틸 메타크릴레이트를 열분해하면 메타크릴산이 효율적으로 생성된다.

## 같이 보기
- 락트산

1. ↑  International Union of Pure and Applied Chemistry (2014). 《Nomenclature of Organic Chemistry: IUPAC Recommendations and Preferred Names 2013》. Royal Society of Chemistry. 746쪽. doi:10.1039/9781849733069. ISBN 978-0-85404-182-4. 다음 글자 무시됨: ‘The Royal Society of Chemistry ’ (도움말)
2. 1 2 3 4 5 6  NIOSH Pocket Guide to Chemical Hazards. “#0386”. 미국 국립 직업안전위생연구소 (NIOSH).